# Opsibidion albifasciatum
Opsibidion albifasciatum là một loài bọ cánh cứng trong họ Cerambycidae.